# Onthophagus pusillus
Onthophagus pusillus là một loài bọ cánh cứng trong họ Bọ hung (Scarabaeidae).